# Herend vasútállomás
Herend vasútállomás egy Veszprém vármegyei vasútállomás Herend településen, a MÁV üzemeltetésében.
A belterület északkeleti szélén helyezkedik el, közúti megközelítését a 8-as főút herendi csomópontjától észak felé kiinduló 83 305-ös út (települési nevén Vasút utca) biztosítja.

## Vasútvonalak
Az állomást az alábbi vasútvonalak érintik:
- Székesfehérvár–Szombathely-vasútvonal

## Kapcsolódó állomások
A vasútállomáshoz az alábbi állomások vannak a legközelebb:
- Márkó megállóhely (Székesfehérvár–Szombathely-vasútvonal)
- Szentgál vasútállomás (Székesfehérvár–Szombathely-vasútvonal)